# Philodromus ketani
Philodromus ketani es una especie de araña cangrejo del género Philodromus, familia Philodromidae. Fue descubierta científicamente por Gajbe en 2005.

## Distribución
Esta especie se encuentra en India.